# Поезд дальше не идёт
«Поезд дальше не идёт» (англ. Stag Night) — американский фильм ужасов 2008 года режиссёра Питера Э. Даулинга.

## Сюжет
Планируя добраться до другого бара и продолжить прерванное празднование мальчишника, четверо парней успевают запрыгнуть в последний ночной поезд метро и встречают в нём двух девушек. Во время знакомства происходит неприятный инцидент, после чего вся компания оказывается на станции, заброшенной в далёких 70-х. Начав исследовать туннели в поисках выхода, молодые люди становятся свидетелями жестокого убийства полицейского группой бездомных людей, которые начинают на них охоту. Постепенно, пытаясь найти выход, компания молодых людей становится всё меньше, а двое оставшихся встречают жителей подземных коммуникаций и просят помощи. Однако те люди не собираются им помогать…

## В ролях
- Кип Парду — Майк
- Брекин Мейер — Тони
- Винесса Шоу — Брита
- Скотт Эдкинс — Карл
- Карл Джиари — Джо
- Сара Бэрранд — Мишель
- Рэйчел Олива — Клэр